# ClamAV
Clam AntiVirus (ClamAV) és un antivirus de codi lliure, gratuït i multiplataforma amb llicència GPL i escrit en C i C++. És capaç de detectar molts tipus de software maliciós, inclosos els virus. Un dels seus usos principals és en servidors de correu com a escàner de virus de correu electrònic del costat del servidor. L'aplicació va ser desenvolupada per Unix i té versions de tercers disponibles para AIX, BSD, HP-UX, Linux, MacOS, OpenVMS, OSF (Tru64) i Solaris. A partir de la versió 0.97.5, ClamAV també es pot instal·lar en Microsoft Windows, tant en 32 bits com en 64 bits. Tant ClamAV com les seves actualitzacions estan disponibles de franc.
Sourcefire, el fabricant de productes de detecció d'intrusos i propietari de Snort, va anunciar el 17 d'agost de 2007, que havia adquirit les marques comercials i els drets d'autor de ClamAV de cinc desenvolupadors clau. Al unir-se a Sourcefire, l'equip de ClamAV es va unir a Sourcefire VRT (Vulnerability Research Team). Poc anys després, l'octubre de 2013, Sourcefire va ser adquirida per Cisco. El VRT es va convertir en Cisco Talos, i el desenvolupament de ClamAV actualment resideix en Cisco.

## Característiques
ClamAV inclou una sèrie d'utilitats: un escàner de línia d'ordres, un actualitzador automàtic de la base de dades i un servei multifil escalable, que s'executa en un motor antivirus des d'una biblioteca compartida.
L'aplicació també disposa d'una interfície Milter per a sendmail i escaneig sota demanda. Té suport para ZIP, RAR, Tar, Gzip, Bzip2, OLE2, Cabinet, CHM, BinHex, formats SIS, la majoria de formats de fitxer de correu, executables ELF i fitxers Portable Executable (PE) comprimits amb UPX, FSG, Petite, NsPack, wwpack32, MEW, Upack i ofuscat con SUE, Y0da Cryptor. També suporta molts formats de documents, incloent documents de Microsoft Office i MacOffice, HTML, Rich Text Format (RTF) i Portable Document Format (PDF).

## Bases de dades no oficials
El motor ClamAV es pot utilitzar de forma fiable per detectar diversos tipus de fitxers. En particular, alguns correus electrònics de phishing poden detectar-se utilitzant tècniques de l'antivirus. Tot i això, les taxes de falsos positius són més altes que les de la detecció tradicional de virus o malware. Sanesecurity és una organització que manté un gran número d'aquestes bases de dades; a més a més, distribueix i classifica un nombre de bases de dades similars d'altres parts, tals com Porcupine, Julian Field o MalwarePatrol. SecuriteInfo.com també proporciona firmes addicionals para ClamAV.
Les bases de dades de firmes de virus no oficials són utilitzades principalment pels administradors de sistemes para filtrar els missatges de correu electrònic. Les deteccions d'aquests grups han de ser puntuades, en lloc de causar un bloqueig total del missatge "infectat".

## Protecció en temps real
Des de la versió 0.99, ClamAV dona suport a la protecció en temps real. Per fer-ho, en Linux és necessari el Kernel 3.8 o superior i que hi estigui compilat el mòdul fanotify. En Windows només és necessari tenir instal·lat algun del programari com ClamSentinel.

## Plataformes

### Linux i BSD
ClamAV esta disponible per sistemes operatius basats en Linux i BSD. En la majoria dels casos es pot instal·lat fàcilment a través dels repositoris de la distribució.
En servidors Linux, ClamAV es pot executar en mode dimoni, atenent les sol·licituds d'anàlisis de fitxers enviats des d'altres processos. Aquests poden incloure programes d'intercanvi de correu, fitxers compartits en Samba, o paquets de dades que passen a través d'un servidor intermediari (proxy).
En escriptoris Linux i BSD, ClamAV proporciona anàlisis sota demanda de fitxers individuals, directoris o de l'ordinador complet.
Les interfícies gràfiques més habituals per ClamAV són:
- ClamTK: utilitza llibreries GTK2-perl. Ideat per escriptoris Gnome.[14]
- KlamAV: interfície per escriptori KDE.[15]
- Wbmclamav: és un mòdul webmin per gestionar ClamAV.[16]

### Windows
Els antivirus més destacats que utilitzen el motor de ClamAV són:
- Immunet: software de seguretat de l'empresa Cisco.[17]
- ClamWin.[18]
- ClamSentinel.[19]

### Mac OS
Mac OS Server inclou ClamAV des de la versió 10.4. S'utilitza dins del servei de correu electrònic del sistema operatiu. Canimaan Software Ltd ofereix una interfície gràfica d'usuari de pagament anomenat ClamXav. TambéHomebrew i MacPorts han porta tel motor de ClamAV.
Un altre programa que utilitza el motor ClamAV en Mac OS és Counteragent. Treballant juntament amb el programa Eudora Internet Mail Server, Counteragent analitza els correus electrònics en busca de virus utilitzant ClamAV i, de manera opcional, proporciona filtrat d'spam a través de SpamAssassin.

### OS/2
ClamAV també està disponible per OS/2. L'objectiu principal de aquest software és la integració amb servidors de correu (escaneig de fitxers adjunts). El paquet proporciona un dimoni multifil flexible i escalable, un analitzador de línia d'ordres i una eina per l'actualització automàtica a través d'Internet. Els programes es basen en una biblioteca compartida distribuïda amb el paquet ClamAV, que pot utilitzar amb el seu propi software.